# Les Puissances des ténèbres
Ne pas confondre avec la pièce de Léon Tolstoï La Puissance des ténèbres (1886) ni avec une extension de jeu de société.
Les Puissances des ténèbres (Earthly Powers) est un roman d’Anthony Burgess publié en 1980 et traduit en français en 1981.

## Résumé

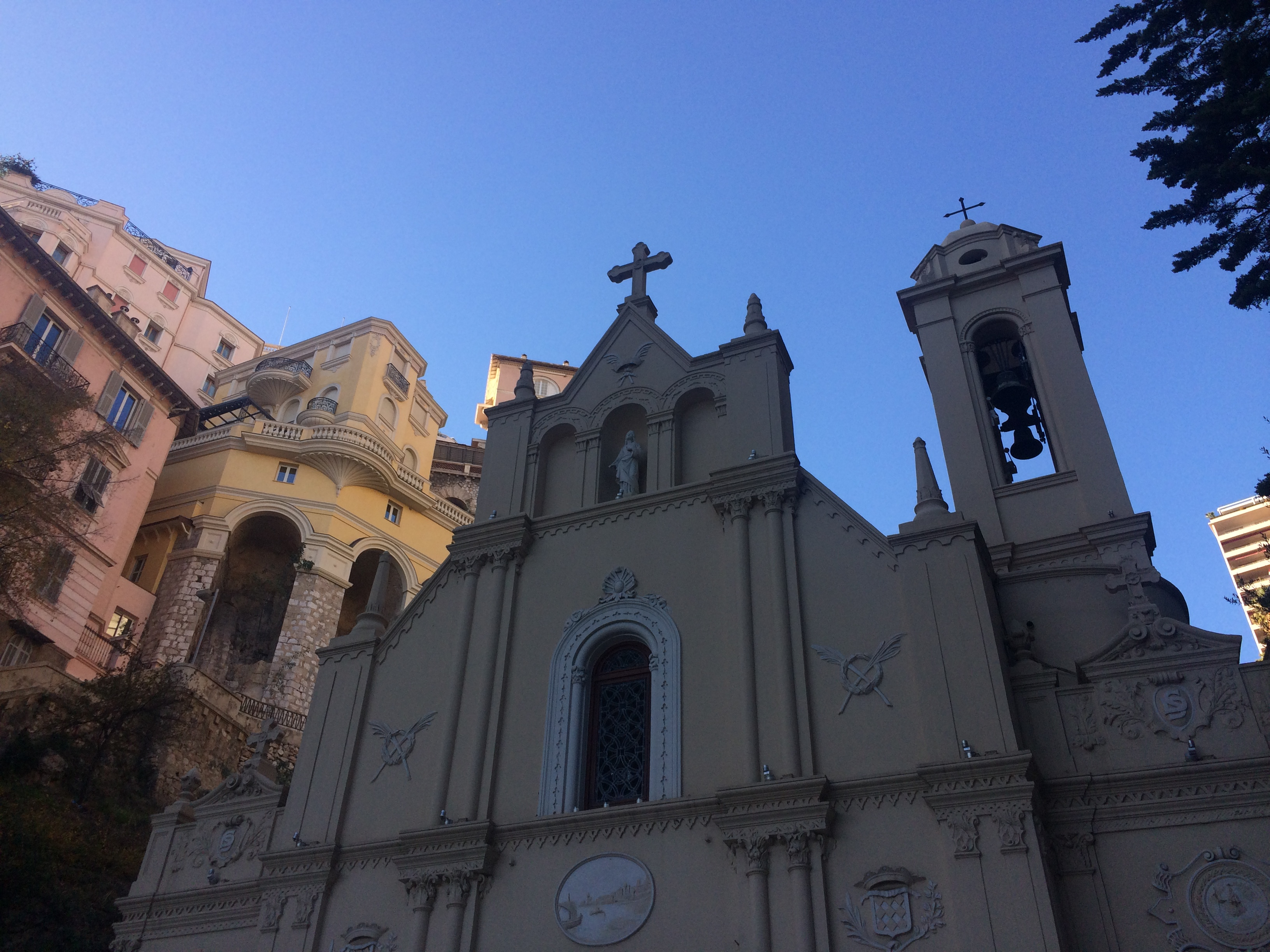
Église Sainte-Dévote de Monaco, lieu où Don Carlo fait son prêche au chapitre 27.

Le narrateur, Kenneth M. Toomey, est un écrivain populaire né en 1890. Il quitte l'Église catholique à l'âge de 26 ans, en raison de son homosexualité. Sa sœur, Hortense, épouse le compositeur Domenico Campanati, dont le frère, Don Carlo, finira pape. Un jour de juin 1971, l’archevêque de Malte frappe à sa porte : après la mort de Don Carlo Campanati (devenu Grégoire XVII), sa canonisation est en route. On demande à Toomey de relater un miracle opéré par Carlo quelques décennies auparavant, et dont il a été témoin. Il retrace alors sa vie, à voyager dans le monde, à rencontrer les acteurs majeurs de l’histoire et de la littérature du XXe siècle. 
Parcourant ces mémoires fictifs, le lecteur est confronté à l'opposition entre pélagianisme et augustinisme, thématique récurrente dans l'œuvre de Burgess. L'œuvre traite également de la place de l'homosexualité et de son rejet par l'Église catholique. Se pose aussi la problématique de l'itinérance du narrateur, entre Londres, Paris, Monaco, Rome, Tanger, New York, Hollywood, mais aussi celle de la colonisation britannique en Malaisie. Toomey connaît la première et la seconde guerre mondiale : il n'est pas mobilisé pour le premier conflit, en raison d'un problème cardiaque. Il rencontre James Joyce dans un bar du Paris des années 1920, le Paris de Sylvia Beach et d'Ernest Hemingway. Durant la guerre de 1939-1945, il rencontre Joseph Goebbels en Allemagne et est érigé en héros par le parti nazi.
Sur le plan littéraire et poétique, le roman de Burgess est baigné d'humour, avec de nombreux jeux de mots et de jeux onomastiques. Il fait un usage fréquent du comique de situation, et n'hésite pas à employer la parodie. Burgess y emploie, comme souvent, de nombreuses références théologiques, intellectuelles, philosophiques.

## Réception
L'œuvre a été sélectionnée pour le Booker Prize en 1980, mais c'est le roman Rites de passage, de William Golding qui en est lauréat. Burgess, convaincu que son livre méritait le prix, ne pardonnera pas à l'institution cet échec.
Récemment réédité en France, il est considéré par les amateurs de Burgess comme un de ses chefs-d'œuvre, aux côtés de L'Orange mécanique (1962)[réf. nécessaire]. L'œuvre est mentionnée par Frédéric Regard dans son Histoire de la littérature anglaise.
Jim Clarke, au sein de son livre The Aesthetics of Anthony Burgess, propose de voir dans Les Puissances des ténèbres une transition entre la période dionysiaque de la vie de Burgess et l'esthétique apollinienne qui caractérise ses dernières œuvres. Les Puissances des ténèbres explore également le terrain encore frais du postmodernisme.

## Traitement de la vérité historique
Dans ce roman, Burgess se livre à une « brillante analyse des rapports entre écriture romanesque et Histoire », selon Frédéric Regard.
Christine Jordis écrit, dans Gens de la Tamise: Le roman anglais au XXe siècle :
« Le lecteur ne doit pas s'y tromper : il ne s'agit pas d'un livre historique, même si ces chroniques reflètent l'ensemble des événements, idées, mouvements et tendances de ce siècle (des erreurs évidentes sont d'ailleurs là comme autant d'avertissements), mais d'un divertissement — Burgess, affirmant sa liberté de romancier, insiste sur ce point. Que le sujet en soit le grave problème du bien et du mal tel qu'il se manifeste dans l'actualité n'y change rien. »
De nombreux critiques et lecteurs ont remarqué les inexactitudes et erreurs historiques volontaires présentes dans le roman. Par exemple, l'écrivain autrichien qui reçoit le Prix Nobel de littérature en 1935, Jakob Strehler, n'existe pas en dehors du roman. Ce personnage a donné son nom à l'« effet Strehler » théorisé par le sociologue Olivier Caïra pour définir une « technique consistant à laisser le lecteur présumer l’existence d’un être du monde au sein d’un cadre explicitement fictionnel ».  De même, en mars 1919, le narrateur mentionne son compte à la BNP, qui n'a été créée qu'en 1966. L'erreur peut être attribué à Burgess ou à son narrateur Toomey, qui mentionne à plusieurs reprises ses hésitations et le manque de fiabilité de sa mémoire. Mais comme le souligne Christine Jordis, il s'agit d'un divertissement, d'une fiction, dont l'objectif n'est pas historique mais littéraire[réf. nécessaire].